# Maxime Lestienne
Maxime Lestienne (* 17. Juni 1992 in Mouscron) ist ein belgischer Fußballspieler auf der Position eines Mittelfeldspielers.

## Karriere

### Jugend
Max Lestienne, wie er manchmal auch genannt wird, begann seine aktive Karriere als Fußballspieler bereits als Vierjähriger, als er im Jahre 1996 in den Nachwuchs seines Heimatvereines Excelsior Mouscron aufgenommen wurde. Dort durchlief er bis 2009 verschiedene Jugendspielklassen und kam als 16-Jähriger im Jahre 2008 zu seinen ersten Einsätzen als Profifußballspieler.

### Profikarriere

#### Excelsior Mouscron
Sein Liga- und somit Profidebüt gab er am 20. Dezember 2008 bei einem 5:1-Heimerfolg über seinen späteren Verein FC Brügge. Im Spiel wurde er in der 80. Minute für den Südafrikaner Asanda Sishuba eingewechselt. Als er am 31. Januar 2009 zu einem weiteren Kurzeinsatz kam, spielte er daraufhin nicht mehr in der Jupiler Pro League und kam wieder vorwiegend in der Jugend zum Einsatz.
Mit Beginn der Spielzeit 2009/10 kam Lestienne vermehrt zu längeren Ligaeinsätzen. In den ersten beiden Partien noch wenige Minuten auf dem Feld, absolvierte er in der dritten Begegnung bereits 90 Minuten, ehe er ausgewechselt wurde. Zuvor machte er im Spiel die Vorlage zur 1:0-Führung; das Match endete in einem 2:2-Remis. Die mit Abstand beste Zeit bei Mouscron hatte er zwischen der siebenten und zwölften Runde der laufenden Saison, als er in jedem Spiel mindestens ein Mal mit einem Treffer bzw. einer Torvorlage beteiligt war.
Seinen ersten Profitreffer erzielte er dabei am 19. September 2009 bei einer 1:3-Auswärtsniederlage gegen den SV Zulte Waregem, als er nach Vorlage von Jonathan Aspas Juncal in der neunten Spielminute ins gegnerische Tor traf. Während Lestienne vermehrt gute Leistungen bot, wurden europäische Topvereine wie der FC Everton, OSC Lille oder die PSV Eindhoven auf das belgische Talent aufmerksam. Auch einige belgische Vereine wie RSC Anderlecht, Standard Lüttich oder der FC Brügge warfen ein Auge auf Lestienne.
Nachdem Excelsior Mouscron immer mehr in eine finanzielle Schieflage geriet und Gehaltszahlungen über längere Zeit ausblieben, streikte der gesamte Mannschaftskader, weshalb der Verein in drei aufeinanderfolgenden Partien keine Mannschaft aufbieten konnte. Als am 28. Dezember 2009 der belgische Fußballverband Koninklijke Belgische Voetbalbond den Klub aus dem laufenden Spielbetrieb nahm, alle bisher gespielten Partie annullierte und zu Gunsten der jeweiligen Gegner wertete, wurden sämtliche Spielverträge, darunter auch Lestiennes, als ungültig gewertet und die Spieler zum Transfer freigegeben.
Der Trainer von Excelsior Mouscron meinte im November 2009 noch, dass die nächsten zwei Jahre für Lestienne entscheidend seien und zeigen würden, ob er für einen Verein im Ausland bereit sei. Im Gegensatz zu Romelu Lukaku, dem wohl größten belgischen Fußballtalent, sah er Lestienne vom Spielniveau noch als zu jung an.

#### FC Brügge
Am 6. Januar 2010 fand Lestienne mit dem FC Brügge einen neuen Verein; bei Brügge unterzeichnete er einen Vertrag über zweieinhalb Jahre, der mit Juni 2012 auslaufen wird. Bis dato  kam der Mittelfeldakteur bereits zu drei Ligaeinsätzen für den belgischen Erstligisten. Neben den insgesamt 20 Ligaspielen (3 Tore, 4 Assists), die er für Excelsior Mouscron absolviert hat, kam er auch noch zu zwei Einsätzen im belgischen Pokal 2009/10.
Am 18. Februar 2010 lief Lestienne erstmals im Europapokal auf, als er im Sechzehntelfinal-Hinspiel der UEFA Europa League gegen den FC Valencia zehn Minuten vor Spielende für Joseph Akpala eingewechselt wurde; Brügge gewann das Spiel noch mit 1:0. Knapp zwei Jahre später, am 16. Februar 2012, machte Lestienne sein erstes Tor im Europapokal, als er im Europa-League-Sechzehntelfinalhinspiel gegen den deutschen Bundesligisten Hannover 96 das 1:0 markierte; Brügge verlor das Spiel dennoch mit 1:2.

#### al-Arabi
Im Sommer 2014 verpflichtete al-Arabi Lestienne, verlieh ihn jedoch für die Spielzeit 2014/15 zum CFC Genua.

#### PSV Eindhoven (Leihe)
Im Juli 2015 verkündige die PSV Eindhoven die Leihe von Lestienne. Dabei sicherte sich der niederländische Verein eine Kaufoption für den Sommer 2016. Nachdem er in der Vorrunde besonders in der Champions League für herausragende Leistungen sorgte, fiel er mehrere Monate aufgrund des Todes seiner Eltern aus. Am Ende der Saison gewann er mit der PSV den Meistertitel.

#### Rubin Kasan
Zu Beginn der Saison 2016/17 wechselte Lestienne für vier Jahre zum russischen Verein Rubin Kasan. Im Winter 2017 hatte Kasan finanzielle Probleme, so dass der Verein bereit war, den Vertrag vorzeitig aufzulösen.

#### FC Málaga
In der Tat wurde am 31. Januar 2018 der Vertrag mit Kasan aufgelöst, und Lestienne unterschrieb einen neuen Vertrag für den Rest der Saison beim spanischen Verein FC Málaga, der in dieser Saison in der Primera División, der obersten spanischen Liga, spielte.

#### Standard Lüttich
Im Juli 2018 wechselte Lestienne ablösefrei zum belgischen Erstdivisionär Standard Lüttich und unterschrieb dort einen Vertrag für vier Jahre. In der Saison 2019/20 bestritt er 27 von 29 möglichen Ligaspielen bis zum Abbruch der Saison infolge der COVID-19-Pandemie. In der nächsten Saison waren es 33 von 40 möglichen Ligaspielen, in denen er fünf Tore schoss, sowie vier Europapokal-Spiele mit zwei Toren und drei Pokalspielen. In der Saison 2021/22 wurde Lestienne bis Ende November 2021 nicht eingesetzt. Insgesamt wurden es dann 8 von 25 möglichen Ligaspielen bis Ende Januar 2022.

#### Lion City Sailors
2022 wechselte er nach Singapur, wo er sich dem Erstligisten Lion City Sailors anschloss. In seiner ersten Saison bestritt er 25 Erstligaspiele. Hierbei schoss er zwölf Tore. In seiner zweiten Saison, in der er mit den Sailors die Vizemeisterschaft feierte, wurde er mit 25 erzielten Treffern Torschützenkönig der Liga. Am 9. Dezember 2023 stand er mit den Sailors im Finale des Singapore Cup. Hier besiegte man Hougang United mit 3:1. Am 4. Mai 2024 gewann er mit den Sailors den Singapore Community Shield. Das Spiel gegen Albirex Niigata wurde mit 2:0 gewonnen. Am Ende der Saison 2024/25 gewann er mit dem Team die Meisterschaft. Am 18. Mai 2025 bestritt er mit den Sailors das Finale der AFC Champions League Two. Hier musste man sich im heimischen Bishan Stadium dem Sharjah FC mit 1:2 geschlagen geben. Am 31. Mai 2025 stand er mit dem Team im Endspiel des Singapore Cup. Das Finale gegen die Tampines Rovers gewann man mit durch ein Tor von Bart Ramselaar mit 1:0.

### International
Erste internationale Erfahrung sammelte Lestienne im belgischen U-17-Nationalteam, für das er bis 2009 spielte. Am 17. September 2009 kam er zu einem Einsatz für die U-18-Auswahl Belgiens, indem er in einem Länderspiel gegen Luxemburg debütierte und dabei beim 3:1-Erfolg in der 43. Spielminute einen Treffer beisteuerte. Seit Ende des Jahres 2009 stand der Mittelfeldspieler im Nationalkader der belgischen U-19-Auswahl und bestritt für sie zahlreiche Freundschaftsspiele. In der Qualifikation zur U-19-Europameisterschaft kam er nicht zum Einsatz. Beim Turnier selbst stand er in allen drei Gruppenspielen auf dem Platz. Belgien schied nach diesen Gruppenspielen aus.
Auch für die U-21-Nationalmannschaft spielte er vor allem Freundschaftsspielen, aber auch zwei Qualifikationsspiele zur U-21-Europameisterschaft 2013. In den Kader der A-Nationalmannschaft wurde er erstmals am 29. Mai 2013 beim Freundschaftsspiel gegen die USA berufen, ohne dann tatsächlich zu spielen. Die nächste Berufung in den Kader erfolgte erst im Oktober 2019 zu den Qualifikationsspielen zur Europameisterschaft 2020 gegen San Marino und Kasachstan. Aber auch bei diesen Spielen wurde er nicht tatsächlich eingesetzt.

## Erfolge
PSV Eindhoven
- Niederländischer Meister: 2016
- Johan-Cruyff-Schale (niederländischer Superpokal): 2015 (ohne Einsatz im Kader)

Lion City Sailors
- Singapurischer Meister: 2024/25
- Singapurischer Vizemeister: 2023
- Singapore-Cup-Sieger: 2023, 2025
- Singapore-Community-Shield-Sieger: 2024
- AFC Champions League Two: 2024/25 (Finalist)

## Auszeichnungen
Singapore Premier League
- Torschützenkönig: 2023